# Мач (Пакистан)
Мач (урду مچھ‎) — город на западе Пакистана, в провинции Белуджистан. Входит в состав округа Болан. По данным переписи, на 1998 год население составляло 14 304 человека.

## География
Город находится в западной части Белуджистана, на восточной окраине Иранского нагорья, на высоте 1 006 метров над уровнем моря.
Мач расположен на расстоянии приблизительно 45 километров к юго-востоку от Кветты, административного центра провинции и на расстоянии 670 километров к юго-западу от Исламабада, столицы страны. Ближайший гражданский аэропорт находится в городе Сиби.